# Siegfried Jost Casper
Siegfried Jost Casper (* 12. Januar 1929 in Oberneuschönberg; † 13. Juni 2021 in Dresden.) war ein deutscher Biologe. Sein offizielles botanisches Autorenkürzel lautet „Casper“.
Siegfried Caspers Forschungsschwerpunkte lagen auf den Gebieten Limnologie und Fettkräuter (Pinguicula). Gemeinsam mit Heinz-Dieter Krausch veröffentlichte er ein grundlegendes Nachschlagewerk zur Süßwasserflora Mitteleuropas. Casper arbeitete lang über den Stechlinsee sowie die Saale und veröffentlichte 1966 die bis heute als Standardwerk geltende „Monographie der Gattung Pinguicula L.“. Bis ins hohe Alter hat er kontinuierlich weitere Beschreibungen über neuentdeckte Arten veröffentlicht, so zum Beispiel 2007 Pinguicula lippoldii und Pinguicula toldensis oder 2009 Pinguicula mariae.

## Werke
- Monographie der Gattung Pinguicula L., (Bibliotheca Botanica, Heft 127/128), 1966, Stuttgart